# Joseph Platt Cooke

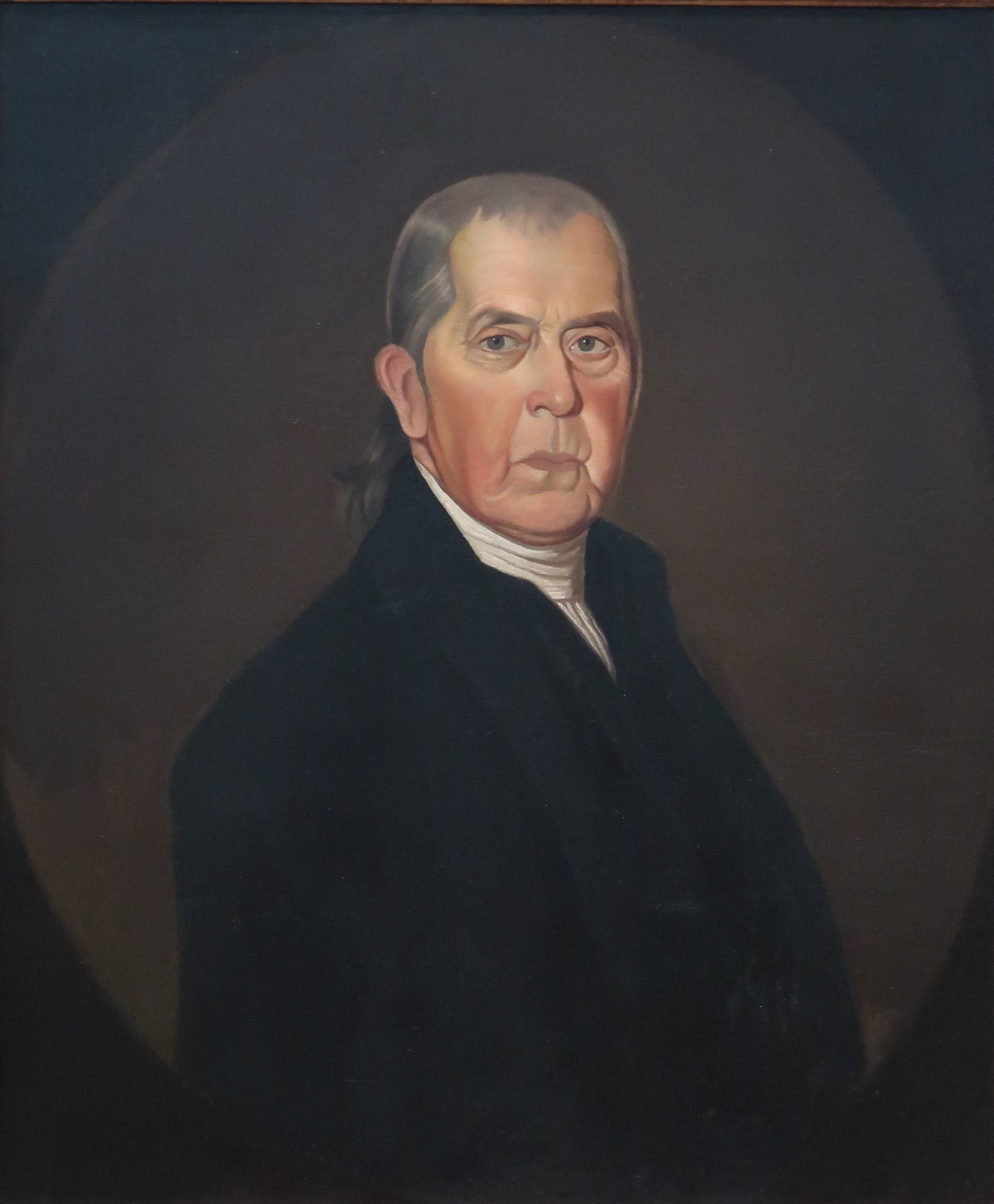
Joseph Platt Cooke

Joseph Platt Cooke (* 4. Januar 1730 in Stratford, Colony of Connecticut; † 3. Februar 1816 in Danbury, Connecticut) war ein US-amerikanischer Politiker. In den Jahren 1784 und 1785 sowie nochmals von 1787 bis 1788 war er Delegierter für Connecticut im Kontinentalkongress.

## Werdegang
Im Jahr 1750 absolvierte Joseph Cooke das Yale College. Zwischen 1763 und 1784 saß er im kolonialen Abgeordnetenhaus bzw. ab 1776 im Repräsentantenhaus von Connecticut. Im Jahr 1764 war er auch Friedensrichter in seiner Heimat. In den 1770er Jahren schloss er sich der Revolutionsbewegung an. Bereits seit 1771 gehörte er der Miliz an. Während des Unabhängigkeitskrieges  war er bis 1778 Oberst in den amerikanischen Streitkräften. Dann gehörte er dem Sicherheitsausschuss seiner Heimat an. In den Jahren 1784 und 1785 sowie nochmals von 1787 bis 1788 nahm er an den Sitzungen des Kontinentalkongresses teil, wo er die Interessen des Staates Connecticut vertrat. Im Jahr 1803 gehörte er dem Stab des Gouverneurs an. Hauptberuflich war er zwischen 1776 und 1813 Nachlassrichter in Danbury. Joseph Cooke starb am 3. Februar 1816 in Danbury.